# Mount Plymouth
Mount Plymouth är ett berg i Antarktis. Det ligger i Sydshetlandsöarna. Argentina, Chile och Storbritannien gör anspråk på området. Toppen på Mount Plymouth är 520 meter över havet.
Terrängen runt Mount Plymouth är kuperad söderut, men norrut är den platt. Havet är nära Plymouth åt nordost. Trakten är glest befolkad. Närmaste befolkade plats är Maldonado Station, 4,1 kilometer öster om Mount Plymouth. 